# Techniki Emocjonalnej Wolności
Treść tego artykułu może nie być zgodna z zasadami neutralnego punktu widzenia,
ponieważ w angielskiej Wikipedii określa się te techniki (w oparciu o naukowe źródła) jako pseudonaukę, nie dającą efektów lepszych od placebo, tymczasem w poniższym artykule wszystkie cytowane źródła wskazują jedynie na niebywałe wartości terapeutyczne..
 Po wyeliminowaniu niedoskonałości należy usunąć szablon {{Dopracować}} z tego artykułu.

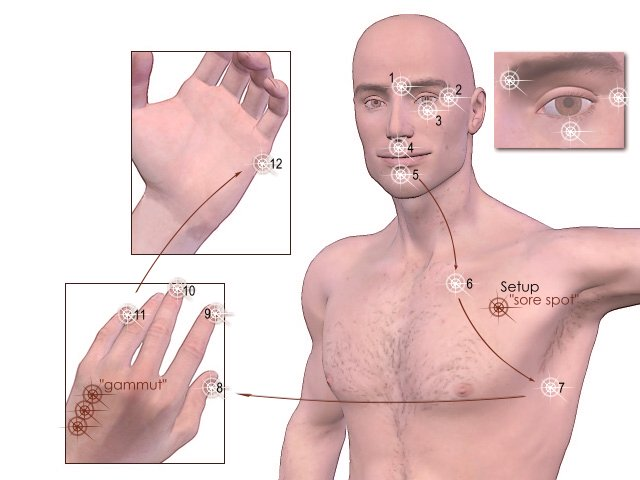
Punkty EFT

Techniki Emocjonalnej Wolności (ang. Emotional Freedom Techniques lub Tapping) – grupa technik terapeutycznych, opierająca się na trzech systemach: psychologii poznawczej, psychosomatyce i medycynie chińskiej, wykorzystywana do regulacji emocji, uznająca że są one somatyczną reakcją na bodziec stresowy. Procedura EFT polega na samodzielnym opukiwaniu określonych punktów na twarzoczaszce, głowie, tułowiu i kończynach górnych, przy jednoczesnym przeprowadzeniu specjalnego procesu myślowego. Proces ten polega na tzw. ekspozycji na problem, zastosowaniu przeformułowania poznawczego i zawiera element zjawiska desensytyzacji.
Działanie somatyczne EFT początkowo tłumaczono układem meridianów ciała. Wraz z rozwojem badań udowodniono bezpośredni wpływ techniki na aktywację poszczególnych struktur mózgu szczególnie ciała migdałowatego oraz hipokampa, produkcję hormonów stresu oraz regulację ekspresji genów, m.in. związanych z układem odpornościowym
Dla podstawowej techniki EFT – tzw. Klinicznego EFT, istnieje obecnie kilkaset przeprowadzonych badań, w tym publikowanych w recenzowanych czasopismach naukowych, przeprowadzonych zgodnie z najwyższymi standardami Medycyny Opartej Na Faktach oraz wytycznymi APA (ang. American Psychological Association). Ilość i jakość prób klinicznych umożliwiła przeprowadzenie 6 metaanaliz na polu działania EFT dla: objawów zespołu stresu pourazowego, depresji, zaburzeń lękowych oraz objawów somatycznych. EFT jest stosowane również jako narzędzie dla redukcji stresu i dystresu.

## Historia
EFT opisywane jest jako połączenie psychologii z medycyną chińską. Wynika to z faktu, że topografia punktów wykorzystywanych w tej procedurze została zaczerpnięta z mapy punktów akupunkturowych. Jednak igła akupunkturowa została zastąpiona przez ucisk, dotyk, a ostatecznie opukiwanie. Jako pierwszy zamiany tej dokonał w latach 60. dr George Goodheart – amerykański autor metody zwanej kinezjologią stosowaną. W latach 70. Australijski psychiatra John Diamond stosował w swojej praktyce opukiwanie punktów połączone z afirmacjami. Następnie, około 10 lat później, amerykański psycholog dr Roger Callahan nauczył się wykorzystywać opukiwanie punktów akupunkturowych w łagodzeniu zaburzeń psychicznych z obszaru zaburzeń lękowych i fobii. Stworzył określone sekwencje punktów dla różnych problemów emocjonalnych. Była to wczesna forma obecnego tappingu, która otrzymała nazwę TFT (ang. Thought Field Therapy) – Terapia Pól Myślowych. Obecną, najczęściej wykorzystywaną metodę EFT, opracował w latach 90. uczeń dra Callahana – inż. Gary Craig. Do dziś powstało wiele odmian Technik Emocjonalnej Wolności. Na potrzeby standaryzacji badań dla APA uproszczono, ujednolicono i opisano procedurę, zachowując: proces opukiwania 9 podstawowych punktów, w połączeniu z określonym procesem poznawczym i ekspozycją na tzw. problem. Wersja ta nazywana jest Klinicznym EFT.

### EFT w badaniach naukowych

#### Techniki EFT dla PTSD – zespół stresu pourazowego
Metaanaliza z 2017 zawierająca 7 publikacji wykazała ponadprzeciętną skuteczność EFT dla leczenia syndromu stresu pourazowego. Efekt ten został osiągnięty w przeciągu 4 – 10 sesji (maksymalnie 10 godzin terapii) dla porównania, większość terapii wg „złotego standardu” dla PTSD rekomenduje 12-18 sesji dla osiągnięcia porównywalnych wyników. W badaniu wykazano również brak efektów ubocznych wśród wszystkich uczestników z grupy badawczej i udowodniono bezpieczeństwo zastosowania EFT zarówno w sesjach terapeutycznych, jak i w samopomocy.
W kolejnej metaanalizie badano wpływ zastosowania TFT (Thought Field Therapy), czyli jednej z odmian EFT, na objawy PTSD. Analiza 5 publlikacji wykazała bardzo wysoką skuteczność metody TFT.
W badaniu obejmującym 59 weteranów wojennych sprawdzano wpływ EFT na objawy zespołu stresu pourazowego i inne objawy psychologiczne. 30 osobom udzielono 6 godzin sesji EFT. Pozostałe 29 osób przydzielono do grupy kontrolnej. Grupy porównywano zarówno przed, jak i po interwencji EFT. Pacjenci, którym udzielono pomocy EFT zanotowali znaczące zmniejszenie objawów PTSD. Ponadto 90% osób z grupy badawczej nie spełniało już klinicznych kryteriów zespołu stresu pourazowego, w porównaniu do wyniku 4% z grupy kontrolnej. Weteranów z grupy kontrolnej poddano następnie 6 sesjom EFT. Po trzech z nich 60% osób nie spełniało już klinicznych kryteriów PTSD. Ta liczba zwiększyła się do 86% po ukończeniu całego programu sześciu sesji i pozostała na poziomie 86% po trzech miesiącach i 80% po sześciu miesiącach od zakończenia interwencji EFT.
Badanie na grupie 46 osób pod przewodnictwem T. Karatzias’a z 2011 roku porównywało terapię odwrażliwiania za pomocą ruchu gałek ocznych (EMDR) i EFT w leczeniu PTSD. Po 23 osoby przydzielono losowo do grupy EFT i EMDR. Uczestników porównywano przed, po terapii, jak i 3 miesiące po zakończeniu. Wyniki wykazały, że zarówno EMDR, jak i EFT wykazały znaczący efekt terapeutyczny po zakończeniu interwencji. Wpływ terapii został podtrzymany 3 miesiące po jej zakończeniu.
W innym badaniu sprawdzano wpływ EFT na nieletnich ofiarach psychicznej lub fizycznej przemocy domowej w wieku od 12 do 17 lat. Uczestnicy przydzieleni do grupy EFT otrzymali jedną godzinną sesję EFT. Osoby z grupy kontrolnej nie zostały poddane terapii. Wyniki wszystkich badanych, którym udzielono terapii EFT, poprawiły się do tego stopnia, że nie spełniali klinicznych kryteriów skali IES dla zespołu stresu pourazowego.
Pod kątem PTSD badano również 77 seminarzystów płci męskiej, którzy doświadczyli trzęsienia ziemi w Haiti 2010 roku. Celem badania było sprawdzenie możliwości terapii EFT dla grupy badanych, którzy przeżyli traumę. 48 uczestników wykazywało wyniki w klinicznym zakresie dla zespołu stresu pourazowego. 2 dni warsztatów EFT poprawiły wyniki do tego stopnia, że żaden z uczestników warsztatów nie spełniał klinicznych wymogów w odniesieniu do pomiaru PTSD. Średnie zmniejszenie objawów zespołu stresu pourazowego wynosiło 72 procent.

#### Działanie EFT dla depresji
W 2016 roku przeprowadzono metaanalizę dotychczasowych wysiłków badawczych dotyczących wpływu EFT na leczenie depresji. Wzięto pod uwagę 20 badań, zwarto wyniki leczenia łącznie 446 osób, a także randomizowane próby kliniczne których uczestnikami były łącznie 653 osoby. Wykazano bardzo duży efekt w stosowaniu EFT do leczenia depresji na podstawie wskaźnika Cohena (d=1,31). Ponadto wielkość efektu EFT w terapii depresji była większa niż wykazano w metaanalizach badań dotyczących psychoterapii i badań nad lekami przeciwdepresyjnymi. Terapia EFT okazała się również skuteczniejsza niż oddychanie przeponowe, edukacja w zakresie higieny snu i interwencje psychologiczne w postaci wspomagających rozmów. Nie wykazano znaczącej różnicy w skutkach leczenia między EFT a EMDR. Badani uczestniczyli w maksymalnie 10 sesjach EFT.
238 studentów pierwszego roku oceniono na skali depresji Becka (BDI). 30 z nich, którzy wykazywali objawy umiarkowane lub ciężkie przyjęto do badania. 15 uczestników badania otrzymało cztery 90-minutowe grupowe sesje EFT. Grupa kontrolna nie otrzymała żadnego leczenia. Po trzech tygodniach oceniono ponownie uczestników badania. Grupa EFT wykazała znacząco niższy poziom depresji na skali BDI. Średni wynik osób, które otrzymały terapię EFT zaliczał się na skali depresji Becka w zakresie “brak depresji lub obniżenia nastroju”.
Inne próby kliniczne również potwierdziły wysoką skuteczność EFT dla leczenia objawów depresji do tego stopnia, że część uczestników badania nie spełniała więcej kryteriów diagnostycznych objawów depresji.
W badaniu porównującym skuteczność psychoterapii behawioralno-poznawczej oraz EFT wykazano podobną skuteczność obu metod, jednak badanie efektów terapeutycznych wykonane po pół roku wykazało większą trwałość w grupie przyjmującej terapię EFT.

#### Badania skuteczności EFT dla lęku, zaburzeń lękowych, fobii
W 2016 roku przeprowadzono metaanalizę 14 randomizowanych badań kontrolowanych w aspekcie wykorzystania EFT do terapii zaburzeń lękowych. Dotyczyła ona 658 osób, które otrzymało sesje EFT lub były w grupie kontrolnej. Wyniki metaanalizy wskazały jednoznacznie, że efekt terapeutyczny EFT jest znaczący.
W 2003 pod kierownictwem Steve Wells’a przeprowadzono porównanie badawcze terapii EFT i oddychania przeponowego w kontekście redukcji fobii przed małymi zwierzętami w kontrolowanych warunkach. 18 losowo przydzielonym do grupy uczestnikom badania udzielono 30 minutową sesji EFT. Pozostałe 17 osób z grupy kontrolnej otrzymało pomoc w postaci oddychania przeponowego. Wyniki wykazały znacząco wyższą skuteczność terapii EFT zarówno pod kątem zmiany zachowania, jak i w kwestionariuszu. Sprawdzono uczestników badania po sześciu i dziewięciu miesiącach od zakończenia badania. Wyższa skuteczność terapii EFT została podtrzymana.
Badanie pod przewodnictwem Steve Wells’a zostało zreplikowane w 2010 roku włączając do pomiarów poziom oczekiwań uczestników względem skuteczności terapii. Obie grupy wykazały ten sam stopień oczekiwania. Wykazano zatem, że wyniki do których doszedł Steve Wells i jego zespół w 2003 roku nie mogą być wytłumaczone przez efekt placebo. To badanie doczekało się kolejnej replikacji w 2011 roku. Tym razem badano skuteczność terapii EFT redukcję lęku wysokości. Wyniki były konsekwentne z badaniem z 2003r.
Brytyjskie badanie pilotażowe obejmowało 30 osób oczekujących na leczenie stomatologiczne. Wszyscy uczestnicy ocenili swój poziom lęku jako wysoki, wyniki w skali SUD wynosiły 6 i więcej punktów. Badani otrzymali 10 minutową sesję EFT, co pozwoliło na średni spadek o 5 punktów w skali lęku. 83% osób wykazywało spadek o co najmniej 4 punkty na skali. Badanie odbyło się bez grupy kontrolnej.
Przebadano wpływ jednej 20-minutowej sesji EFT na redukcję lęku spowodowanego traumatycznymi wspomnieniami związanymi z aktywnością sportową oraz wpływ na wzrost pewności siebie u 10 sportowców. Sprawdzano wyniki uczestników przed i po badaniu. Zweryfikowano wyniki również 60 dni po sesji EFT. Wykazano znaczącą poprawę w redukcji lęku na subiektywnej skali stresu (SUD), jak i wzrost pewności siebie u wszystkich osób, którym udzielono sesji EFT.
Randomizowane badanie kontrolne z 2009 miało na celu ustalenie wpływ EFT i progresywnej relaksacji mięśniowej (PMR) na redukcję lęku przed egzaminami. Przeprowadzono je na populacji 312 uczniów liceum. Do badania wybrano 70 osób z najpoważniejszymi objawami lęku. Uczestnicy przez dwa miesiące stosowali autoterapię samodzielnie będąc wcześniej przeszkoleni ze stosowania EFT i PMR. 32 osoby spełniły wymogi badania pod kątem wykonywania ćwiczeń. Obie grupy wykazały statystycznie znaczącą redukcję lęku przed egzaminem. Grupa, która stosowała EFT wykazała znacząco niższe wyniki na skali lęku niż grupa stosująca PMR. Wszyscy uczestnicy uzyskali niższe oceny po badaniu niż przed.
Wiele innych badań na przestrzeni lat również wykazało skuteczność EFT dla łagodzenia objawów takich zaburzeń lękowych jak np.: klaustrofobii, wspomnianego już lęku przed dentystą i publicznymi wystąpieniami, stresu związanego z pracą w służbie zdrowia w tym również – w czasie pandemii.

#### Badania wpływu EFT na zmiany fizjologiczne
Część prób klinicznych zajmowała się badaniem zmian fizjologicznych następujących u osób poddanych terapii EFT. Brano pod uwagę parametry z wyników badań EEG, EMG lub częstotliwość oddechów. Jedne z najnowszych badań pokazują statystycznie istotne zmiany w badaniu fMRI – funkcjonalnym obrazowaniu mózgu, w grupie badawczej osób leczonych na zaburzenia odżywiania przed i po 4 tygodniowym programie terapeutycznym z użyciem EFT. Wykazano również wpływ sesji EFT na redukcję poziomu hormonu stresu – kortyzolu, efekty epigenetyczne oraz redukcję bólu.
Dr Dawson Church przeprowadził badanie na 216 pracownikach służby zdrowia, uczestniczących w pięciu konferencjach w ciągu roku. Wszystkie osoby brały udział w dwugodzinnych warsztatach EFT, a po nich otrzymali dwugodzinną sesję mającą ma celu samodzielne zastosowanie techniki. Po czterech godzinach wszyscy uczestnicy wykazali spadek poziomu stresu emocjonalnego i bólu. Skontaktowano się również z uczestnikami badania dziewięćdziesiąt dni po jego zakończeniu. Okazało się, że osoby które stosowały EFT, częściej doświadczyły znacznie większego spadku objawów stresu.
Zmierzono wpływ EFT na spadek poziomu kortyzolu w badaniu z 2012 roku, na grupie 83 osób. Uczestników losowo przydzielono do grup: EFT, grupy psychoterapeutycznej, która otrzymała wspierające wywiady i grupy bez jakiejkolwiek interwencji. Poziom kortyzolu, który jest hormonem przewlekłego stresu, mierzono tuż przed badaniem i 30 minut po terapii. Uczestnicy, którzy otrzymali sesję EFT doświadczyli znaczącego obniżenia poziomu kortyzolu, średnio o 24%. Dla porównania spadek dla grupy psychoterapeutycznej wynosił 14%. Grupa bez interwencji zanotowała spadek o 14%. Uczestników oceniano również w kwestionariuszu SA-45. Zaobserwowano, że spadek poziomu kortyzolu dla grupy EFT był odzwierciedleniem obniżenia objawów stresu na skali niepokoju, depresji i innych symptomów odczuwanych przez uczestników.
W 2020 dr Peta Stapleton z zespołem naukowców dokonała repliki tego badania, jednak zamiast indywidualnych sesji EFT przeprowadzano sesje grupowe stosując technikę zapożyczonych korzyści, która zalicza się do jednej z technik EFT. Badanie przeprowadzono na grupie 53 uczestników. Zaobserwowano znaczący spadek poziomu kortyzolu w ślinie o 43% dla grupy EFT. Osoby, którym udzielono psychoedukacji doświadczyły spadku poziomu kortyzolu na poziomie 20%.
Badacze przyglądali się również wpływowi stosowania technik EFT na bezsenność. Badanie z 2013 roku na weteranach wojennych doświadczających bezsenności z powodu zespołu stresu pourazowego wykazało znaczącą istotność. Średnie wyniki w ocenie zmalały z wartości klinicznej do subklinicznej. W innym badaniu 10 pacjentów geriatrycznych z bezsennością zanotowało podobną poprawę w redukcji bezsenności na równi ze spadkiem niepokoju i depresji i z jednoczesnym wzrostem satysfakcji z życia. Porównano również wpływ EFT i psychoedukacji dotyczącej snu na grupie 20 osób. Wyniki badań wskazały na znaczący spadek na skali depresji i bezsenności.

#### Istotność elementu somatycznego w terapii EFT – krytyka i badania porównawcze
Badacze niejednokrotnie podejmowali próby rozstrzygnięcia czy część somatyczna technik EFT, tzn. opukiwanie określonych punktów na ciele jest konieczne do osiągnięcia wyników terapeutycznych. Przeprowadzano badania porównawcze. Pierwsze badanie z 2003 roku wykazało podobną skuteczność technik zarówno dla EFT, dla grupy stosującej terapię poprzez modelowanie, jak i dla grupy która przyjęła placebo. Autorzy uznali element akupresury jako nieistotny w terapii. W badaniu tym nie zastosowano jednak pełnej randomizacji grup, poprawnych ocen w pomiarach, a grupa EFT stosowała punkty niestandardowe dla procesu EFT. W kolejnym badaniu porównującym grupę EFT z grupą kontrolną badani z grupy stosującej opukiwanie wykazali większą poprawę jednak terapia osób z grupy, która nie stosowała opukiwania, różniła się większą ilością parametrów niż tylko brakiem opukiwania. Badanie porównawcze z 2015 roku pokazało istotną różnicę pomiędzy opukiwaniem właściwych punktów, a punktów fikcyjnych na korzyść tych pierwszych, jednak pojawiły się błędy metodologiczne zanieczyszczające wyniki. Wreszcie kolejne badanie podobne w koncepcji do poprzedniego oraz metaanaliza z 2018 ostatecznie wykazały, że rzeczywiste opukiwanie właściwych punktów było aktywnym składnikiem sukcesu terapii.
Wśród badaczy stawiane są pytania czy zmiany, które obserwujemy w badaniach klinicznych wynikają z istnienia specyficznej relacji klient-terapeuta lub z powodu efektu placebo. Stosowanie w badaniach nad EFT najwyższej formy badania klinicznego (randomizowane badanie kliniczne) eliminuje stronniczość i oczekiwania zarówno ze strony terapeuty, jak i klienta, oraz umożliwia obiektywną ocenę. Podobne wyniki u wielu niezależnych autorów, replikacje badań, oraz próby kliniczne różnych formy terapii EFT (oprócz indywidualnej również grupowe, zdalne oraz autoterapia) sprowadzają do minimum zaburzenie wyniku wpływem intencji autora. Nie wyklucza to jednak istnienia potrzeby dalszych badań w tym zakresie.

### Procedura EFT
Sesja klinicznego EFT rozpoczyna się wywiadem, podczas którego określa się cel pracy, definiuje problem i precyzuje dominującą emocję i/lub wspomnienie związane z danym problemem. Po rozpoznaniu dominującej, kluczowej emocji przechodzi się do opukiwania punktów i procesu złożonego z trzech specyficznych rund. Proces pozwala uwolnić tzw. negatywną/przeszkadzającą emocję. W zależności od stopnia nasilenia problemu może być konieczne wykonanie kilku sesji aby wyeliminować wszystkie aspekty podtrzymujące dany problem, jednak prawidłowo wykonana procedura EFT zwykle przynosi pierwsze rezultaty już w trakcie trwania sesji. Kliniczne EFT określa topografię 9 parzystych punktów, łatwych do zlokalizowania, które w trakcie procedury należy kolejno delikatnie opukiwać. W zależności od wskazań techniki EFT stosuje się w formie indywidualnych sesji terapeutycznych, sesji grupowych, jak i samodzielnej praktyki.